# Третейский судья
Третейский судья — физическое лицо, избранное сторонами или назначенное в согласованном сторонами порядке, для разрешения спора в третейском суде.
Стороны могут по своему усмотрению согласовывать порядок назначения третейского судьи для рассмотрения конкретного спора. Третейский суд образуется в составе трех судей при отсутствии иного соглашения сторон. Каждая сторона назначает одного судью, а двое назначенных таким образом судей назначают третьего. Полномочия третейского судьи могут быть прекращены по его просьбе или по соглашению сторон.